# STS-41-C
STS-41-C byla pátá mise raketoplánu Challenger. Celkem se jednalo o 11. misi raketoplánu do vesmíru. Při misi byla vypuštěna družice LDEF a poprvé v historii byla provedena oprava poškozené družice (Solar Maximum Mission) astronauty přímo ve vesmíru.

## Posádka
- Robert L. Crippen (3), velitel
- Francis R. Scobee (1), pilot
- George D. Nelson (1), letový specialista
- James van Hoften (1), letový specialista
- Terry J. Hart (1), letový specialista

V závorkách je uvedený dosavadní počet letů do vesmíru včetně této mise.

## Výstupy do vesmíru (EVA)
- EVA 1: 8. dubna (2 hodiny a 38 minut) – Nelson a van Hoften
- EVA 2: 11. dubna (6 hodin a 44 minuty) – Nelson a van Hoften

## Průběh mise

### Start
Odpočítávání začalo 4. dubna 1984 a proběhlo standardně včetně čtyř obvyklých přerušení. Problém však byl se startovním oknem v době plánovaného startu 6. dubna 1984. To trvalo jen 3 minuty, od 08:59 do 09:02 místního času. Samotný start v 13:59 UT proběhl bez komplikací. Motory SSME dohořely ve výšce 105,5 km. Manévrem OMS-1 se Challenger dostal na oběžnou dráhu s parametry 59 x 467 km a o 43 minut později manévrem OMS-2 na dráhu 213 x 467 km. Později posádka upravila dráhu na kruhovou ve výši 463 km nad Zemí.

### Průběh letu

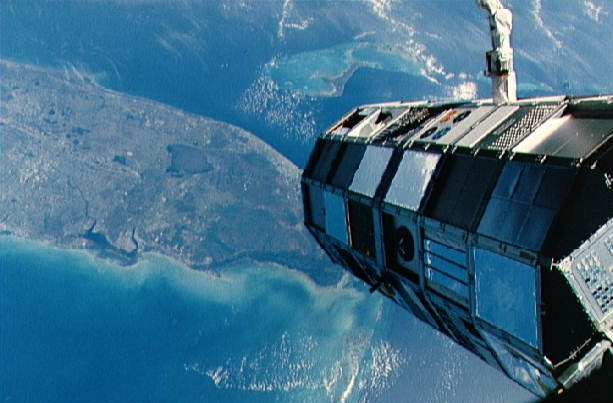
Družice LDEF, nesoucí 57 různých experimentů

Prvním úkolem posádky bylo vypuštění družice LDEF (Long Duration Exposure Facility). Jednalo se o 15 metrů dlouhý dvanáctiboký hranol o průměru 4,2 metru a hmotnosti 9600 kg. V této konstrukci, určené pro sledování vlivů kosmického prostoru na vystavené materiály, bylo 57 různých experimentů z 9 zemí včetně tří vojenských experimentů americké armády. Vypuštění proběhlo 7. dubna 1984 a postaral se o něj Terry Hart za pomoci mechanického manipulátoru RMS.
Druhý úkol čekal na astronauty 8. dubna 1984. Challenger se čtyřmi manévry dostal do bezprostřední blízkosti sluneční družicové observatoře SMM (Solar Maximum Mission). Tato družice, vypuštěná v roce 1980, ztrácela postupně kvůli chybám gyroskopů možnost orientace. Raketoplán se dostal do blízkosti zhruba 60 metrů od družice. Astronauti van Hoften s Nelsonem vystoupili ve 13:25 UT do nákladového prostoru. Tři pokusy astronautů o zachycení družice dopadly špatně s jediným výsledkem, družice začala naopak zrychlovat rotaci. Raketoplán se tedy přiblížil na 12 metrů k družici a obsluha mechanického manipulátoru se čtyřikrát pokusila zachytit družici, vždy marně. Posádka proto pokusů zanechala.
Technikům a vědcům v Johnson Space Center a v Goddardově kosmickém středisku se nakonec podařilo ze Země rotaci družice téměř zastavit. Dne 10. dubna 1984 se raketoplán k družici opět přiblížil a ve 12:58 UT astronaut Hart úspěšně mechanickou rukou RMS družici zachytil a přemístil do nákladového prostoru raketoplánu.

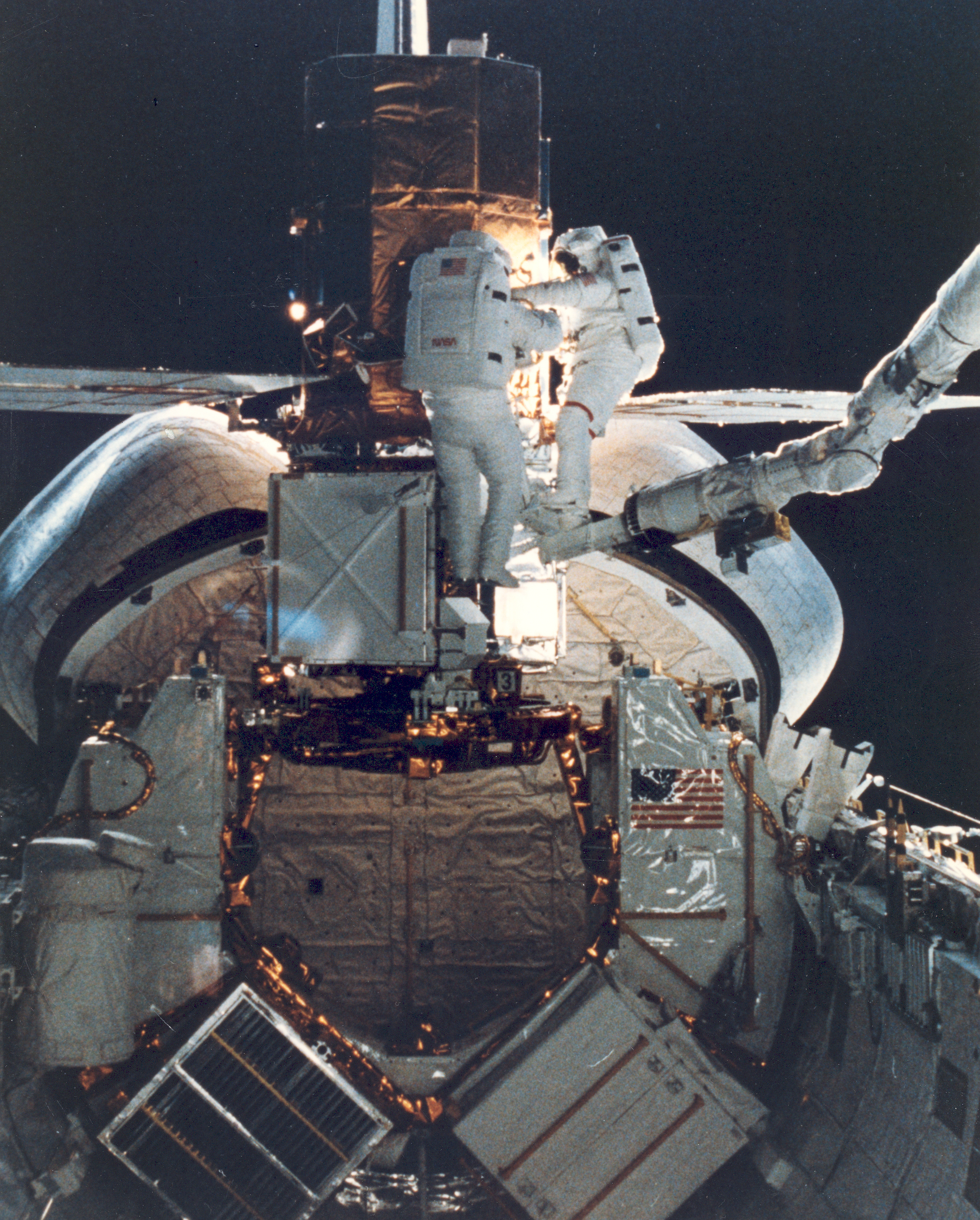
Astronauti opravují družici SMM

Samotná výměna vadného bloku elektroniky stabilizačních gyroskopů proběhla v 8:19 UT dne 11. dubna 1984 a postarali se o ni van Hoften s Nelsonem. Kromě elektroniky gyroskopů oba astronauti vyměnili také nouzové stínítko na odvětrávací otvor a vyměnila elektroniku koronografu. Na závěr výstupu do otevřeného vesmíru oba astronauti s MMU (Manned Maneuvering Unit) na zádech ještě 50 minut testovali pilotáž těchto jednotek v nákladovém prostoru raketoplánu. Jejich pobyt ve vesmíru trval 7 hodin a 18 minut. Zkoušky družice (ještě zachycené na rameni RMS) trvaly dalších 24 hodin, SMM byla uvolněna 12. dubna okolo 9:30 UT.

### Přistání
Následující den (13. dubna) se Challenger začal připravovat k přistání na Kennedyho vesmírném středisku (KSC). Problémem však bylo počasí. Jen 15 minut před plánovaným zapálením brzdicích motorů se zjistilo, že na KSC postupuje fronta mračen, zatímco na Edwardsově letecké základně v Kalifornii panuje perfektní počasí. Jen 9 minut před zážehem motorů OMS odvolalo řídicí středisko původní povolení pro vstup do atmosféry a odložilo přistání.
K zapálení motorů pro návrat došlo v 07:29 EST nad Indickým oceánem a trvalo 4 minuty a 8 sekund. K bezproblémovému přistání na dráze 17 Edwards AFB došlo ve 13:38 UT.